# Santa Magdalena

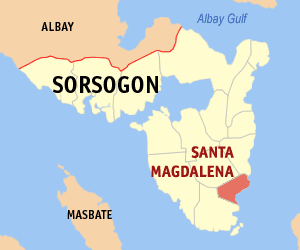
Bản đồ Sorsogon với vị trí của Santa Magdalena

Santa Magdalena là một đô thị hạng 5 ở tỉnh Sorsogon, Philippines. Theo điều tra dân số năm 2015, đô thị này có dân số 16.848 người trong.

## Barangay
Santa Magdalena được chia thành 14 barangay.
- La Esperanza (Manangkas)
- Peñafrancia (Uson)
- San Francisco (Barangay I Poblacion)
- Mother of Perpetual (Barangay II Poblacion)
- Del Rosario (Barangay III Poblacion)
- Santo Niño (Barangay IV Poblacion)
- Salvacion (Taverna)
- San Antonio (Kaburihan)
- San Bartolome (Talaongan)
- San Eugenio (Alig-igan)
- San Isidro (Bilauyon)
- San Rafael (Bil-og)
- San Roque (Alambre)
- San Sebastian (Bigo)